# Noches de Buenos Aires
 Noches de Buenos Aires es una película argentina en blanco y negro dirigida por Manuel Romero sobre su propio guion escrito en colaboración con Luis Bayón Herrera que se estrenó el 27 de marzo de 1935 y que tuvo como protagonistas a Fernando Ochoa, Tita Merello, Severo Fernández,	Irma Córdoba, Enrique Serrano y Aída Olivier, actuando asimismo la orquesta folclórica paraguaya de Samuel Aguayo. En esta película, Tita Merello interpreta los tangos "Cadena de amor", "Noches de Buenos Aires" y "Cogote", los tres con música de Alberto Soifer y letra de Manuel Romero.

## Sinopsis
En un teatro, historias de amores y un asesinato.

## Reparto
- Fernando Ochoa	…Pablo Rivera
- Tita Merello	…Dora
- Severo Fernández	…Ponciano
- Irma Córdoba		…Celia Rivera
- Enrique Serrano	… Antonio López, "Lopecito"
- Aída Olivier	…Margot
- Guillermo Pedemonte	…Eduardo Acosta
- Héctor Calcaño	… Don Pedro
- Alfredo Porzio (actor)Alfredo Porzio… El Marcao
- Samuel Aguayo
- Fernando Campos	... 	(sin acreditar)
- Tito Climent	... 	Cadete
- Inés Edmonson	... Juanita
- Juan Mangiante	... Jefe Investigador
- Joaquín Petrocino	... 	(sin acreditar)
- Alberto Soifer	... 	Él mismo
- Alfonso Pisano	...Hombre en radio
- Vicente Forastieri	...Hombre en tren